# Matthew David Lewis
Matthew David Lewis, angleški filmski igralec, * 27. junij, 1989, Leeds, West Yorkshire, Anglija.
Najbolj je poznan po vlogi Nevilla Velerita v filmih o Harryju Potterju.

## Biografija
Lewis je bil rojen v Leedsu, West Yorkshire, Anglija, kot sin Linde in Adriana Lewisa. Ima dva brata: prvi, Chris Lewis, je televizijski voditelj, drugi, Anthony Lewis pa igralec in glasbenik. Matthew uživa v poslušanju Oasis, The Cribs, Arctic Monkeys, The Beatles & Stupid Fresh. Šolal se je na St Mary's School, Menston.
Lewis igra že od petega leta. Začel je z manjšimi deli v TV nadaljevankah, potem pa se je preizkusil za vlogo Nevilla Velerita. Na snemanjih sedaj nosi za dve številki prevelike čevlje in lažne rumene zobe, da bolje ustreza opisu lika. Nevilla je upodobil v prvih šestih filmih o Harryju Potterju, načrtuje pa tudi snemanje zadnjih dveh (film, posnet po knjigi Harry Potter in Svetinje smrti bo posnet v dveh delih: eden pride v kinematografe leta 2010, drugi pa leta 2011).

## Filmografija
| Leto  | Naslov                                | Vloga            | Ostalo                         |
| ----- | ------------------------------------- | ---------------- | ------------------------------ |
| 2011  | Harry Potter in Svetinje smrti del II | Neville Velerit  |                                |
| 2010  | Harry Potter in Svetinje smrti del I  | Neville Velerit  |                                |
| 2009  | Harry Potter in Princ mešane krvi     | Neville Velerit  |                                |
| 2007  | Harry Potter in Feniksov red          | Neville Velerit  |                                |
| 2006  | The Queen's Handbag                   |                  |                                |
| 2005  | Harry Potter in Ognjeni kelih         | Neville Velerit  |                                |
| 2004] | Harry Potter jetnik iz Azkabana       | Neville Velerit  |                                |
| 2002  | Harry Potter in Dvorana skrivnosti    | Neville Velerit  |                                |
| 2001  | Harry Potter in kamen modrosti        | Neville Velerit  |                                |
| 1999  | Heartbeat                             | Alan Quigley     |                                |
| 1997  | Where the Heart Is                    | Billy Bevan      | TV epizoda »Things Fall Apart« |
| 1996  | Dalziel and Pascoe                    | Davy Plessey     |                                |
| 1995  | Some Kind of Life                     | Johnathan Taylor |                                |